# Antonín Slaný
Antonín Slaný (* 1. června 1955 Moravská Třebová) je český ekonom a vysokoškolský učitel. Patří k zakladatelům Ekonomicko-správní fakulty Masarykovy univerzity (1991). Prošel řadou vedoucích funkcí: v letech 1999–2004 a 2012–2020 byl děkanem Ekonomicko-správní fakulty MU a v období 2004–2011 prorektorem Masarykovy univerzity. Byl dlouholetým členem Vědecké rady Masarykovy univerzity a členem Rady pro vnitřní hodnocení Masarykovy univerzity.

## Dílo
Dlouhodobě se zabývá problematikou hospodářské politiky a otázkami konkurenceschopnosti české ekonomiky. V roce 2005 byl jmenován profesorem v oboru hospodářská politika. V letech 2005–2011 byl ředitelem Centra výzkumu konkurenční schopnosti české ekonomiky ESF MU. V oblastech zájmu publikoval řadu odborných výzkumných prací, monografií i vysokoškolských učebnic.

## Osobní život
Je ženatý a má dvě děti, Martina (1982) a Kateřinu (1989). K osobním zájmům patří četba, cestování, turistika a lyžování.